# Fahraj
Fahraj (farsi فهرج) è il capoluogo dello shahrestān di Fahraj, circoscrizione Centrale, nella provincia di Kerman. Aveva, nel 2006, una popolazione di 6.105 abitanti. 